# Idrosgommatura
L'Idrosgommatura è l'asportazione della gomma presente sulla pista di volo rilasciata dagli aeromobili in fase di atterraggio. 

## Descrizione
Le ruote di un aereo, durante l'atterraggio, subiscono una repentina accelerazione che passa da velocità zero a velocità di atterraggio, lasciando di conseguenza un residuo di pneumatico sulla pista. Le tracce di gomma, che si depositano sulla pista, riducono notevolmente le caratteristiche di attrito regolamentare della pista (coefficiente di attrito).
Le tecniche tradizionali (pallinatura) di rimozione depositi gommosi non possono competere con la tecnica di idrosgommatura ad alta pressione in termini di efficacia, velocità e qualità di rimozione dei residui gommosi. Il 99% della gomma viene completamente rimosso dalla superficie, fornendo ottimi risultati di coefficiente di attrito senza danneggiare la superficie di atterraggio.
Questa procedura viene eseguita mediante l'idropulitrice con getti d'acqua ad'alta pressione (fra i 500 ed i 1100 bar) e con una portata d'acqua non superiore ai 35/40 litri al minuto per metro  lineare. Una pressione o portata di acqua superiori trasformano l'idrosgommatura in idrodemolizione in quanto l'acqua che penetra negli interstizi della pavimentazione non troverebbe punti di sfogo andando ad intaccare così il legante o bitume, e disgregando di conseguenza l'inerte.